# Sarah Ulmer
Sarah Ulmer, född den 14 mars 1976 i Auckland, Nya Zeeland, är en nyzeeländsk tävlingscyklist som tog guld i bancyklingsförföljelse vid olympiska sommarspelen 2004 i Aten. 

## Fotogalleri

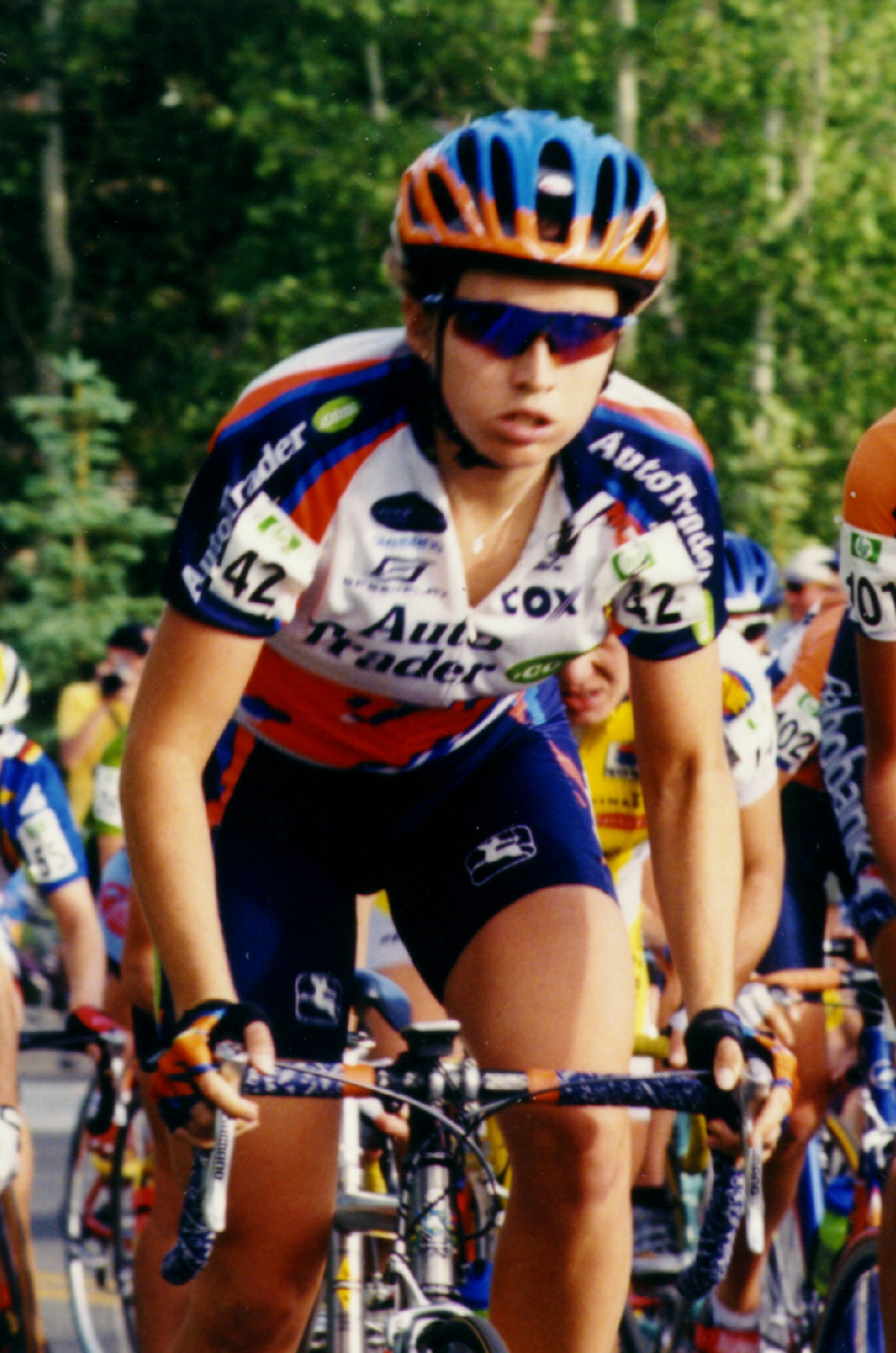
2001 Women's Challenge circuit-lopp
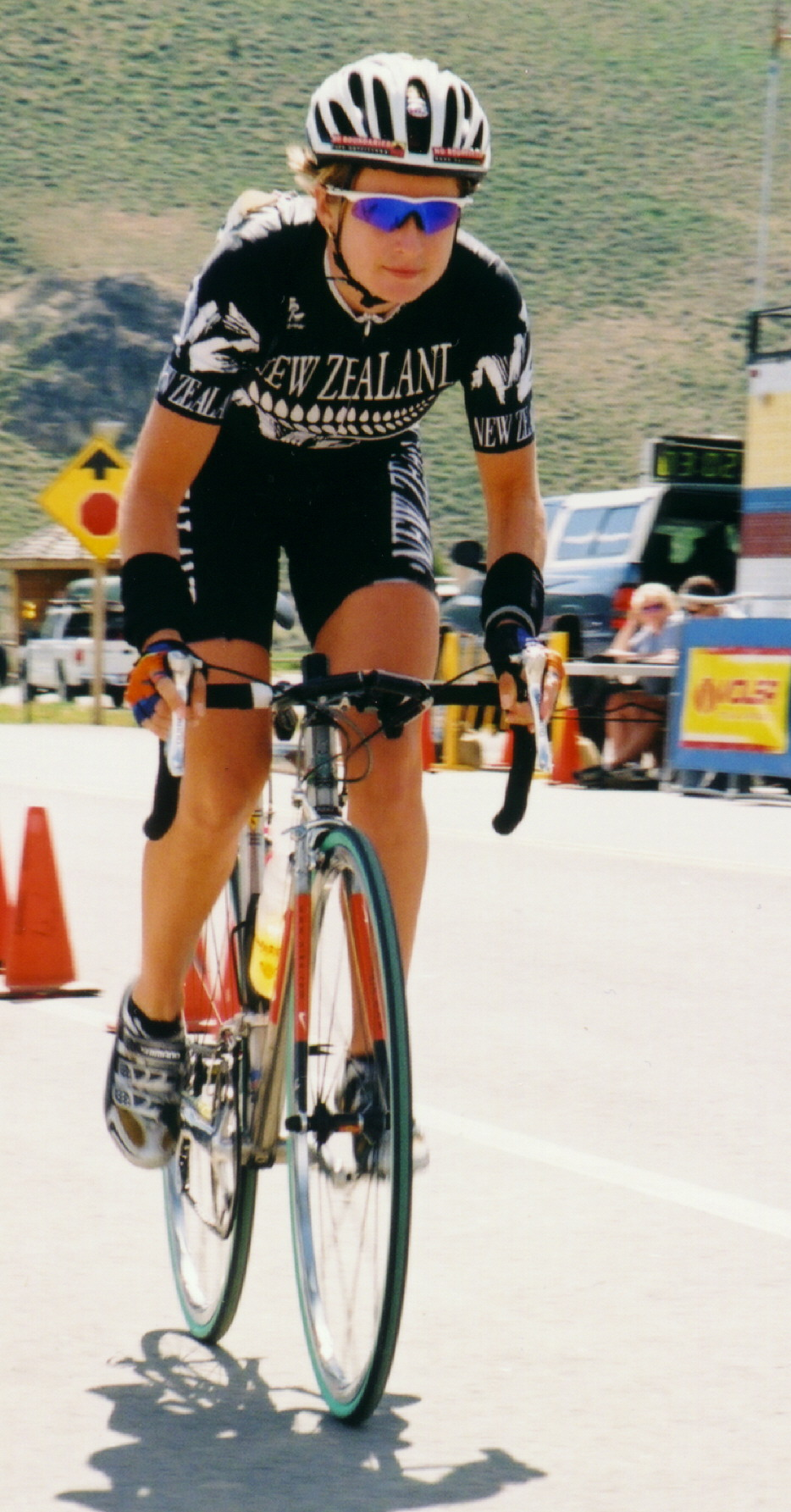
2002 Women's Challenge - tempolopp
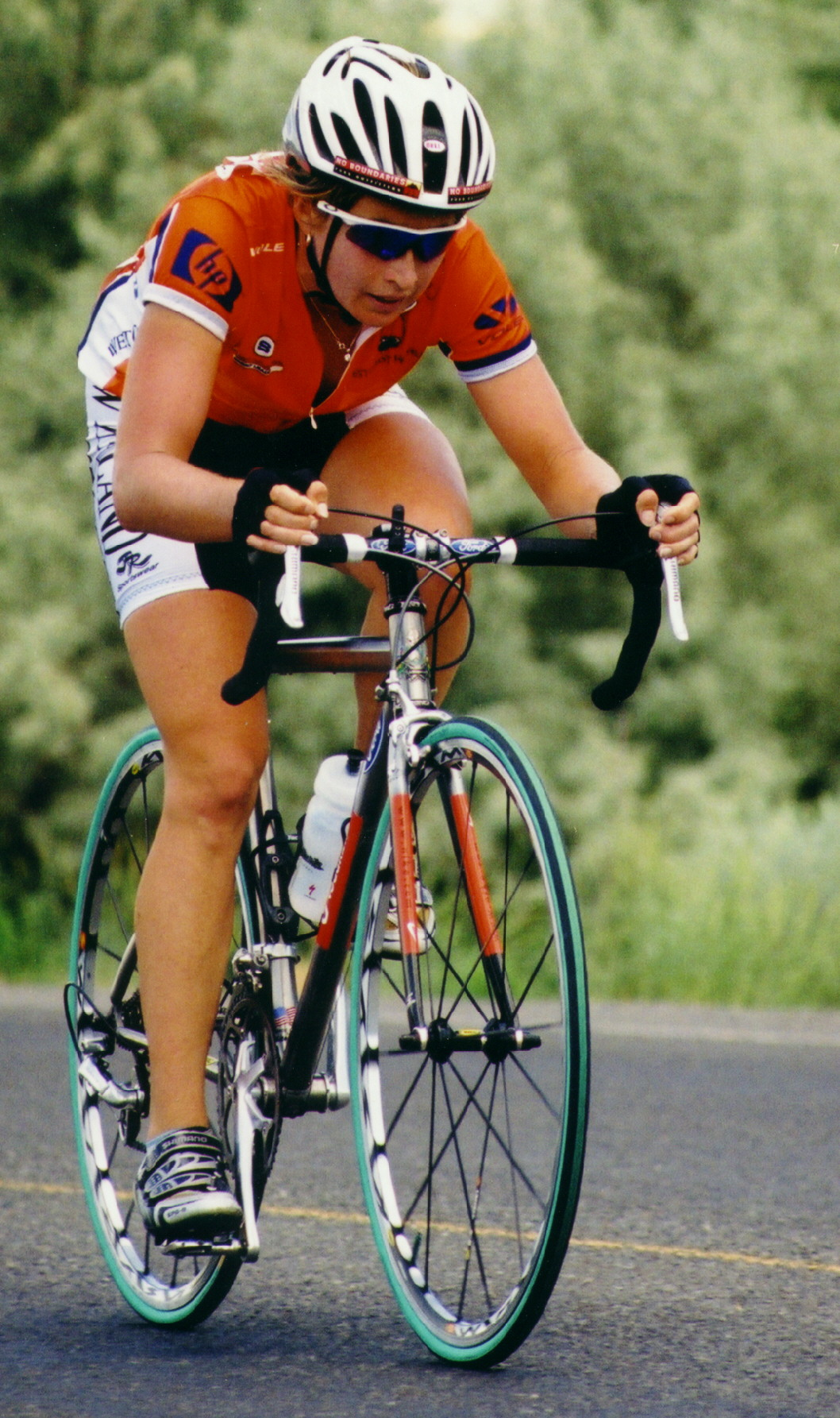
2002 Women's Challenge - etapp 7